# Boulder (Utah)
Boulder – miasto w Stanach Zjednoczonych, w stanie Utah, w hrabstwie Garfield.